# コードネーム＞エタニティ
『コードネーム＞エタニティ』（Code Name: Eternity）は、2000年5月14日から同年11月19日にかけて26エピソードが放送されたカナダのSFドラマシリーズ。アメリカ合衆国ではSyfyで放送された。日本では2004年9月2日から2005年3月24日にかけて日本テレビの「うしみつショー」枠で放送された。
ストーリーは異星から地球にやってきた異星人科学者のデヴィッド・バニングが、人間に変装して地球の環境を自分たちの種族に適したものに変えようと企てることから始まる。その計画を知った彼と同じ異星人のエタニエルはバニングの元を去り、人間の科学者のローラ・キーティングとともに地球と人類の破滅計画を阻止しようと行動する。
撮影はオンタリオ州のトロントで行われた。シーズン1がクリフハンガーで終了した後打ち切られた。

## キャスト
- エタニエル - キャメロン・バンクロフト（英語版）（日本語吹替：三木眞一郎）
- ローラ・キーティング - イングリッド・カヴェラルス（日本語吹替：湯屋敦子）
- デヴィッド・バニング - アンドリュー・ギリーズ（日本語吹替：堀之紀）
- バイダー - ジョセフ・ボールドウィン（日本語吹替：谷山紀章）
- デント - ゴードン・カリー（英語版）（日本語吹替：成田剣）
- トウレンズ - オリヴィエ・グラナー（英語版）（日本語吹替：境賢一）

## スタッフ
- 撮影監督：ラス・グージー、マルコム・クロス
- プロダクションデザイナー：サンドラ・キバルタス
- 編集：ジョージ・ルーストン、ロバート・K・スプロギス
- 衣裳デザイン：ルイス・セケイラ、ジェニファー・ジャーヴィス

### 日本語版スタッフ
- 翻訳：矢田恵子
- 演出：三好慶一郎
- 調整：田場公
- プロデューサー：藤本鈴子

## エピソード
|     | 邦題                     | 原題                |
| --- | ------------------------ | ------------------- |
| 01. | 「エタニエル」           | Ethaniel's Story    |
| 02. | 「ミッション」           | The Mission         |
| 03. | 「ハンター」             | The Hunter          |
| 04. | 「友情」                 | Tawrens             |
| 05. | 「ローラ」               | Laura's Story       |
| 06. | 「家族」                 | Never Go Home       |
| 07. | 「希望」                 | Deep Down           |
| 08. | 「兄の行方」             | The Long Drop       |
| 09. | 「絆」                   | Dark of the Night   |
| 10. | 「ヒーロー」             | Not a Bite to Eat   |
| 11. | 「二つの記憶」           | Lose Your Dreams    |
| 12. | 「媚薬」                 | Making Love         |
| 13. | 「死の罠」               | Death Trap          |
| 14. | 「休戦」                 | The Box             |
| 15. | 「報復」                 | Bounty Hunter       |
| 16. | 「ミダス・プロジェクト」 | Project Midas       |
| 17. | 「悲しみの岩」           | Watery Grave        |
| 18. | 「タイムリミット」       | 24 Hours            |
| 19. | 「窃盗犯」               | Thief               |
| 20. | 「狙われたロックスター」 | Sold Out For a Song |
| 21. | 「反抗」                 | Fatal Error         |
| 22. | 「カメレオン」           | Chameleon           |
| 23. | 「追憶」                 | Underground         |
| 24. | 「冤罪」                 | All the News        |
| 25. | 「和解」                 | All Fall Down       |
| 26. | 「終幕」                 | The Shift           |